# Lambada (dans)
De Lambada is een Braziliaanse dans. De Lambada stamt af van onder meer de Braziliaanse dansen Forró en de Maxixe. De dans werd bekend na een videoclip van de groep Kaoma. De Lambada is de basis geweest voor de dansstijlen Zouk-Lambada.

## Geschiedenis
Lambada werd eind jaren tachtig in één klap wereldberoemd door de hit van de band Kaoma. Het liedje Lambada kwam in 1989 uit en is een cover van Llorando se fue uit 1982 van de Boliviaanse groep Los Kjarkas. De muziekclip van Lambada van Kaoma werd in Porto Seguro in Bahia opgenomen, waar de dans vandaan komt. Als gevolg was er rond en na 1989 een kortdurende boom van Lambada-dansscholen, maar deze verdwenen net zo snel als ze ontstaan waren. In 1990 volgden nog de twee films Lambada en The Forbidden Dance.
Behalve op Kaoma werd de Lambada ook gedanst op liedjes zoals Rei da Lambada van Beto Barbosa. Deze Braziliaanse artiest was bekend van hits uit de jaren tachtig, zoals Adocinha, Preta, Paramaribo en Diz prá mim. Na het succes van de beginjaren negentig was de Lambada-hype voorbij en werd Lambada vooral op (snelle) Zouk-muziek gedanst.

### Evolutie
Na 1994 zijn de weinig overgebleven dansers de langzamere Zouk(love) muziek en Kizomba gaan gebruiken om Lambada op te dansen. Ook werd Lambada gedanst op Arabische muziek zoals Khaled en allerlei andere muzieksoorten. De andere muziek zorgde ook voor een evolutie in de dans. Deze werd langzamer en sensueler met als gevolg dat deze niet meer als Lambada te kenmerken was en eind jaren negentig voor het eerst Zouk genoemd werd.
Vanaf rond 2003 worden (internationaal) verschillende namen gebruik en bediscussieerd voor de dans en zijn er naamstellingen als: Lambada, Zouk-Lambada & Lambada-Zouk, Lambazouk. Veel van deze typeringen worden meestal ook opgevat als een verwijzing naar een specifieke dansstijl.
De evolutie naar de langzamere (Braziliaanse) Zouk maakt de dans erg sensueel en wordt ook gekenmerkt door diepe cambrés. Een kijker ziet vooral heel veel vloeiende bewegingen, die door de dansers aangevuld worden door golvende bewegingen met het lichaam en zwaaibewegingen met het hoofd (voor de vrouw). De snellere Lambada is oorspronkelijk uit Porto Seguro afkomstig en wordt gekenmerkt door chicotes (waarbij het voor de toeschouwer lijkt alsof het hoofd van de vrouw naar achter wordt geworpen) en bonecas (het hoofd van de vrouw beweegt zich in een driedimensionale acht).

### Techniek
De dans is heel dynamisch en vloeiend en zeker niet stationair. De muziek (ook al verschilt deze van stijl) komt goed in de dans naar voren. Er wordt gedanst op een lang, kort, kort-ritme, wat ook vaak in een voetbalstadion te horen is.

### Moderne Lambada
In 2007 wordt vooral veel Zouk-Lambada gedanst in Brazilië, Nederland, Australië, Engeland, Spanje en ook in de Verenigde Staten, Israël, Zwitserland, Japan, Thailand, Duitsland, Polen, Frankrijk, Portugal en Denemarken.
De Zouk-Lambada werd al rond 1998 in Nederland geïntroduceerd door de Braziliaan Claudio Gomes. Uit de dancescene die uit de daaropvolgende jaren ontstond, zijn diverse in Braziliaanse-Zouk (ofwel Lambada Carioca) gespecialiseerde dansscholen voortgekomen. Ook bestaande dansscholen hebben de dans in hun programma opgenomen en in 2007 waren er al rond de dertig dansscholen die de dans aanboden.

## Films
- Lambada (1990) (Lambada: Set the Night on Fire)
- The Forbidden Dance (1990) (Lambada - The Forbidden Dance/Forbidden Dance Is Lambada)

## Trivia
- In het album Nerorock (1989) van de stripreeks Nero door Marc Sleen dansen Meneer Pheip en Madam Pheip in  strook 50-52 de Lambada. Na enkele wilde passen moet Meneer Pheip met een ontwrichte heup naar het ziekenhuis worden afgevoerd. De Lambada was een hit toen het album in de krant liep.
- De Strangers (muziekgroep) parodieerden het lied als 'n Braziliaans Feestje.
- De Lambada dans wordt ook wel "the forbidden dance" genoemd omdat ze "te sexy" was. (De enige dans die echt verboden werd is de Maxixe uit de jaren twintig van de 20e eeuw. Wel is er in Monroe (Utah) een wet waarin staat dat er tussen twee dansende personen daglicht door moet kunnen schijnen.)
- In het radioprogramma Timur Open radio van Timur Perlin 3FM is via het programma-item Mama Appelsap uitgekomen dat je als je goed luistert naar de tekst van Lambada, je kunt horen dat de volgende Nederlandse zin wordt uitgesproken: "Waar is toch dat zebrahondje voor?".
- De band Kaoma maakte een liedje met de naam Lambada.
- Het nummer On The Floor van Pitbull en Jennifer Lopez heeft een stukje uit het lied Lambada.